# 두보초당

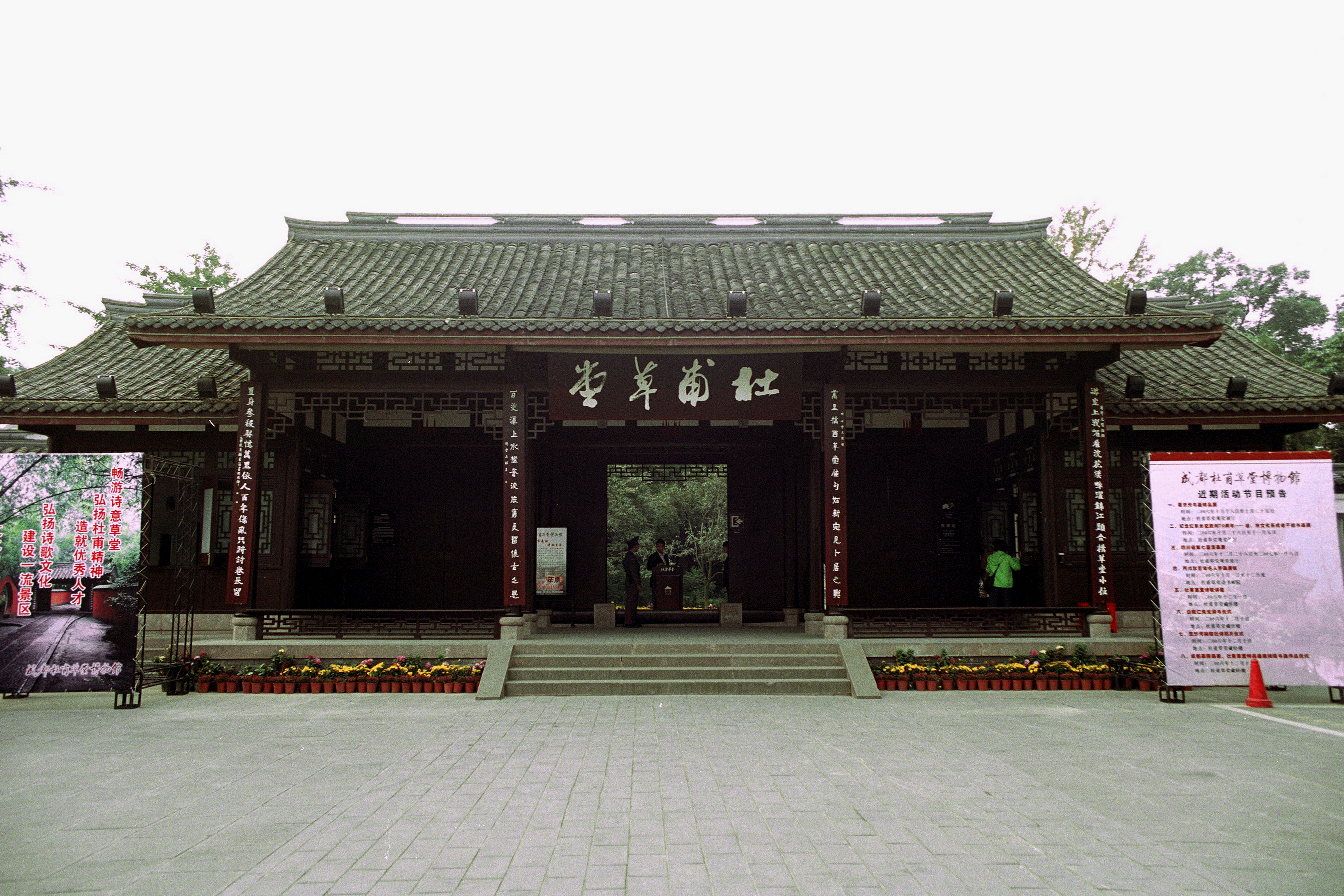
두부초당의 입구

두보초당 또는 두푸차오탕(중국어: 杜甫草堂, 병음: Dù Fǔ Cǎotáng)은 당나라 시인 두보를 기리는 24에이커(97,000m2) 규모의 공원이자 박물관으로 청두시 서쪽 외곽에 있으며 환화시에 인접해 있다. 1961년 중국 정부는 이 별장을 국가 문화유산으로 지정했다.

## 갤러리

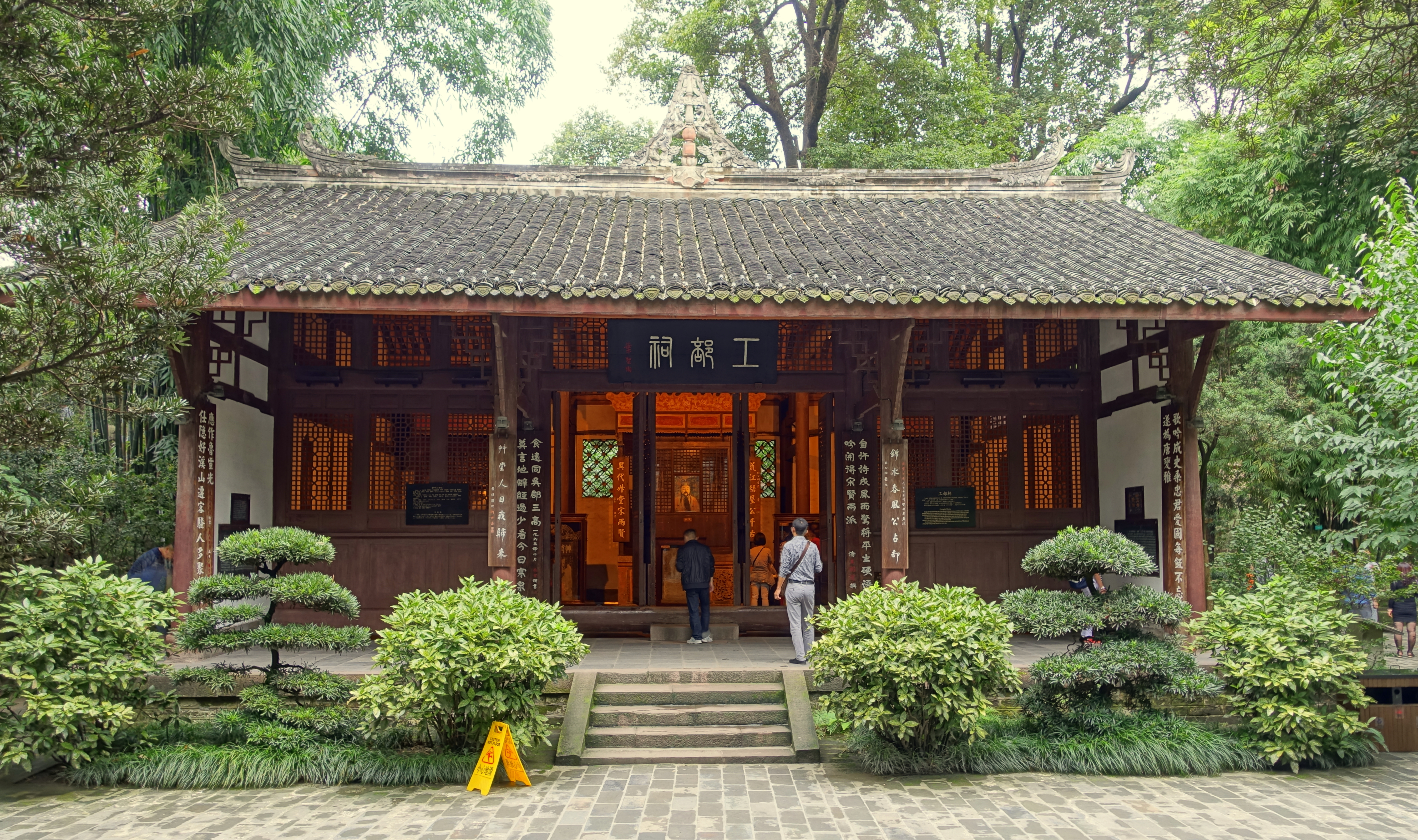
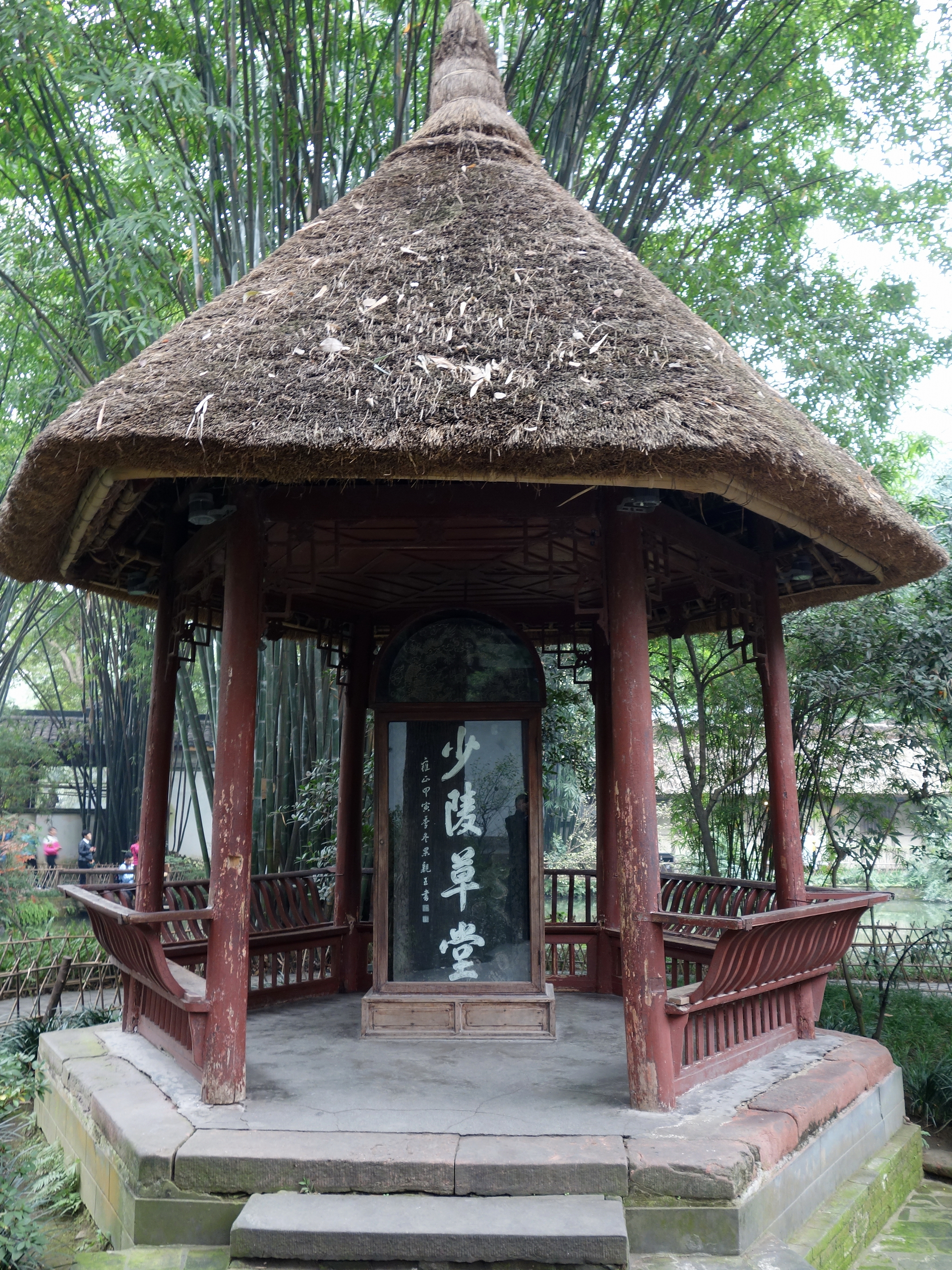
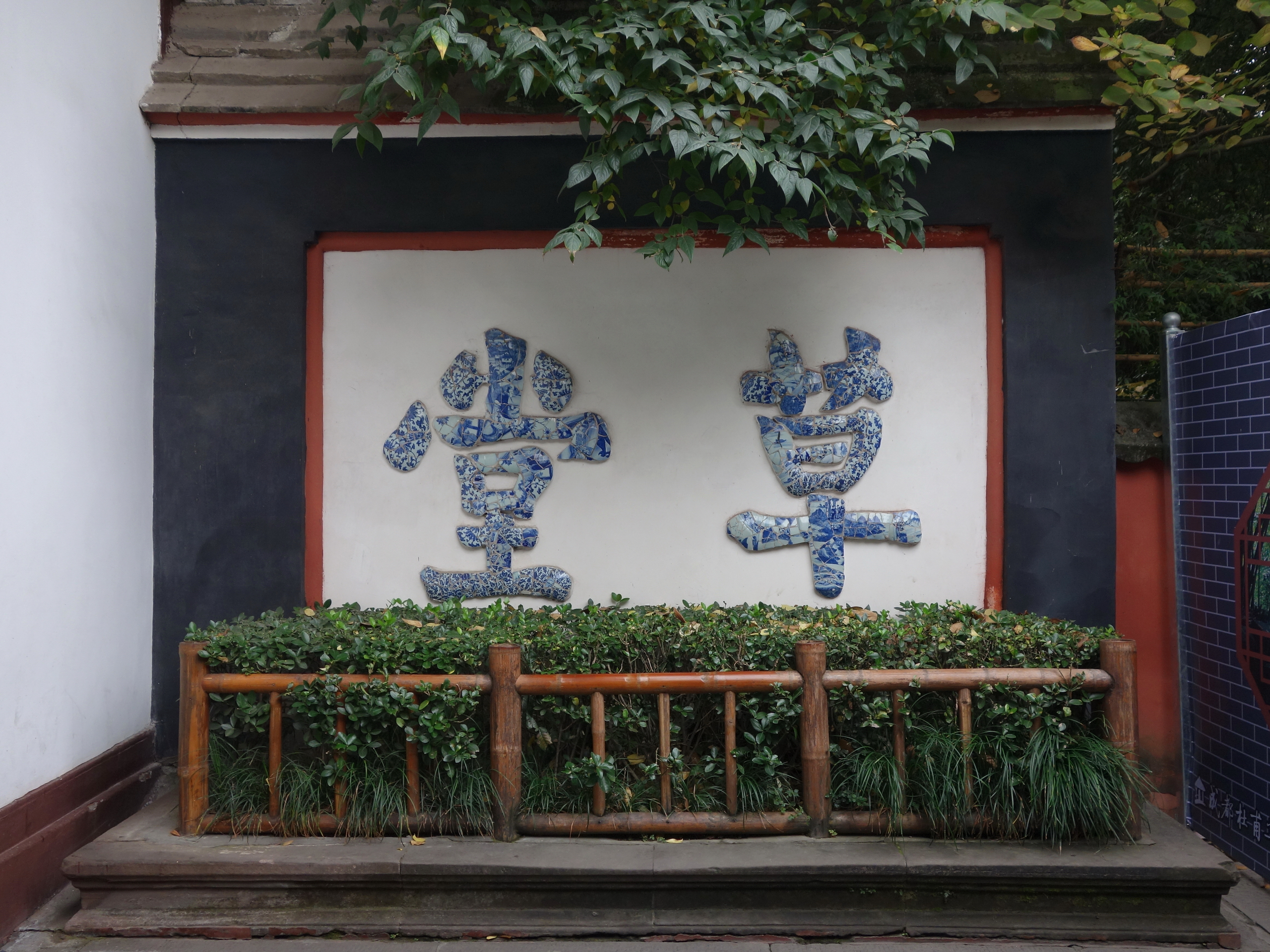

## 같이 보기
- 중국의 건축
- 쿠이저우